# Khỏe mạnh thể chất

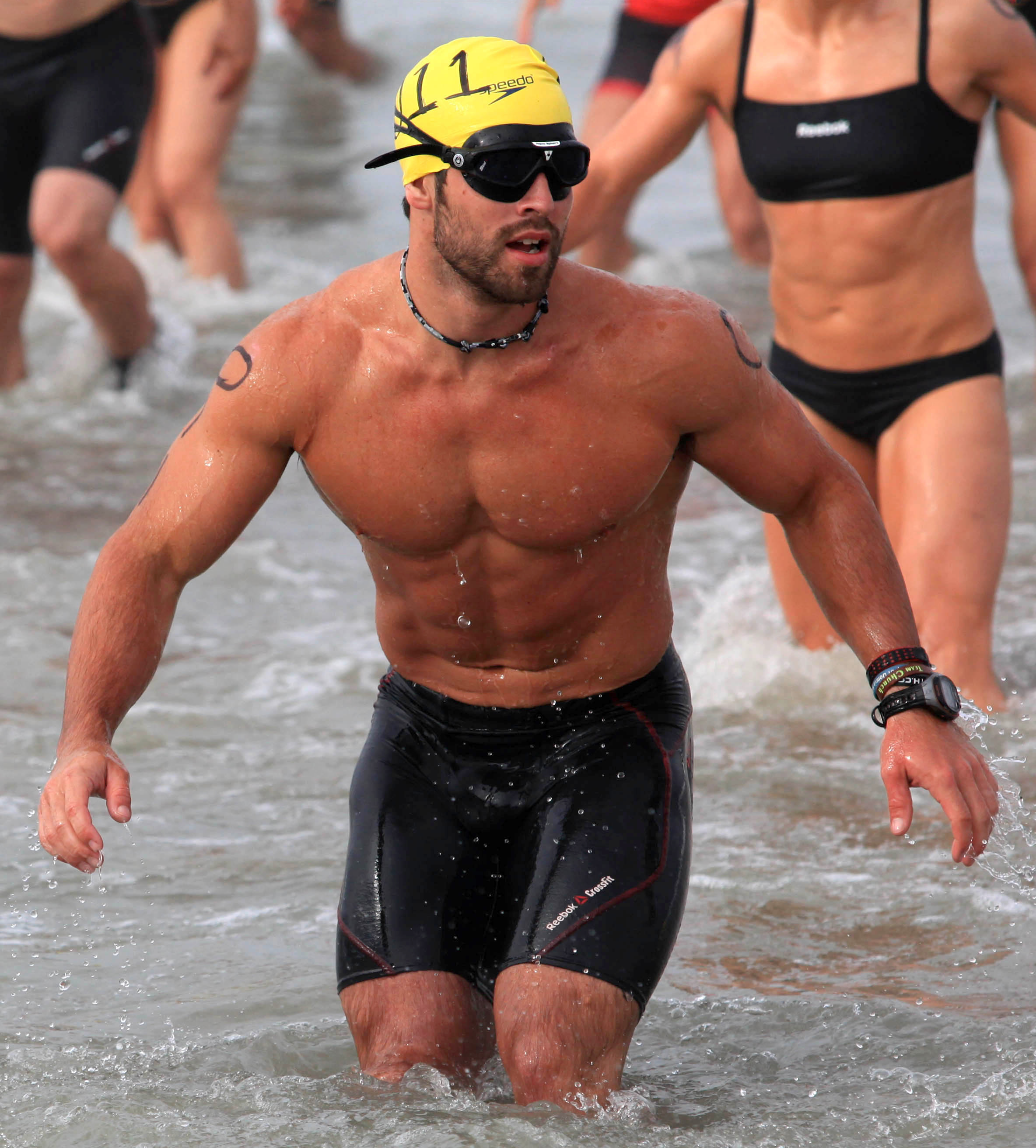
Khỏe mạnh thể chất nói chung là đạt được thông qua tập thể dục. Hình ảnh cho thấy Rich Framing Jr. - người giành chiến thắng bốn lần trong cuộc thi "Người đàn ông khỏe nhất trên trái đất".

Khỏe mạnh thể chất là một trạng thái của sức khỏe và hạnh phúc và đặc biệt hơn là khả năng thực hiện các khía cạnh của thể thao, nghề nghiệp và các hoạt động hàng ngày. Sự khỏe mạnh về thể chất nói chung đạt được thông qua tiêu thụ dinh dưỡng hợp lý, tập thể dục vừa phải đến mạnh, và nghỉ ngơi đầy đủ.
Trước cuộc cách mạng công nghiệp, khỏe mạnh được xác định là khả năng thực hiện các hoạt động trong ngày mà không mệt mỏi quá mức. Tuy nhiên, với sự tự động hóa và thay đổi trong lối sống, khỏe mạnh thể chất hiện được coi là thước đo khả năng hoạt động hiệu quả và hiệu quả của cơ thể trong các hoạt động làm việc và giải trí, để khỏe mạnh, chống lại các bệnh giàu có và đáp ứng các tình huống khẩn cấp.

## Tổng quan
Sự khỏe mạnh được định nghĩa là chất lượng hoặc trạng thái phù hợp. Khoảng năm 1950, có lẽ phù hợp với Cách mạng Công nghiệp và chuyên luận của Thế chiến II, thuật ngữ "sự khỏe khoắn" đã tăng lên trong tiếng địa phương ở phương Tây gấp mười lần. Định nghĩa hiện đại về sự khỏe khoắn mô tả khả năng của một người hoặc máy móc để thực hiện một chức năng cụ thể hoặc một định nghĩa tổng thể về khả năng thích ứng của con người để đối phó với các tình huống khác nhau. Điều này đã dẫn đến một mối quan hệ giữa sức khỏe và sức hấp dẫn của con người đã huy động các ngành công nghiệp thiết bị thể dục và thể hình toàn cầu. Về chức năng cụ thể, thể dục được quy cho những người sở hữu khả năng hiếu khí hoặc kỵ khí đáng kể, tức là sức bền hoặc sức mạnh. Một chương trình tập thể dục toàn diện giúp cải thiện một người về tất cả các khía cạnh của thể dục so với việc chỉ tập luyện một người, chẳng hạn như chỉ tập luyện sức khỏe tim mạch / hô hấp hoặc chỉ tập tạ.
Một chương trình thể dục toàn diện phù hợp với một cá nhân thường tập trung vào một hoặc nhiều kỹ năng cụ thể, và tuổi-  hoặc các nhu cầu liên quan đến sức khỏe như sức khỏe của xương. Nhiều nguồn  cũng trích dẫn sức khỏe tinh thần, xã hội và cảm xúc là một phần quan trọng của thể dục nói chung. Điều này thường được trình bày trong sách giáo khoa như một hình tam giác được tạo thành từ ba điểm, đại diện cho thể chất, cảm xúc và tinh thần. Thể chất cũng có thể ngăn ngừa hoặc điều trị nhiều tình trạng sức khỏe mãn tính do lối sống không lành mạnh hoặc lão hóa. Làm việc cũng có thể giúp một số người ngủ ngon hơn và có thể làm giảm bớt một số rối loạn tâm trạng ở một số người.
Nghiên cứu phát triển đã chứng minh rằng nhiều lợi ích của việc tập thể dục được trung gian thông qua vai trò của cơ xương là một cơ quan nội tiết. Đó là, cơ co bóp giải phóng nhiều chất gọi là myokine, giúp thúc đẩy sự phát triển của mô mới, sửa chữa mô và các chức năng chống viêm khác nhau, từ đó làm giảm nguy cơ phát triển các bệnh viêm khác nhau.

## Hướng dẫn vận động
Nguyên tắc hoạt động thể chất cho người Mỹ được tạo ra bởi Văn phòng phòng chống dịch bệnh và tăng cường sức khỏe. Ấn phẩm này khuyến cáo rằng tất cả người trưởng thành nên tránh không hoạt động để tăng cường sức khỏe tốt về tinh thần và thể chất. Để có lợi ích sức khỏe đáng kể, người trưởng thành nên tham gia hoạt động ít nhất 150 phút mỗi tuần với cường độ vừa phải hoặc 75 phút mỗi tuần hoạt động thể dục nhịp điệu cường độ mạnh hoặc sự kết hợp tương đương giữa hoạt động aerobic cường độ vừa và mạnh. Hoạt động aerobic nên được thực hiện trong các tập ít nhất 10 phút, và tốt nhất, nó nên được áp dụng trong suốt cả tuần. Các hướng dẫn của Hoa Kỳ còn nói rõ: Để có thêm lợi ích sức khỏe sâu rộng hơn, người trưởng thành nên tăng cường hoạt động thể dục nhịp điệu lên 300 phút (5 giờ) một tuần với cường độ vừa phải hoặc 150 phút mỗi tuần hoạt động thể dục nhịp điệu cường độ mạnh hoặc tương đương kết hợp hoạt động cường độ trung bình và mạnh mẽ. Lợi ích sức khỏe bổ sung có được bằng cách tham gia vào các hoạt động thể chất vượt quá mức này. Người lớn cũng nên thực hiện các hoạt động tăng cường cơ bắp ở cường độ trung bình hoặc cao và liên quan đến tất cả các nhóm cơ chính vào 2 ngày trở lên trong tuần, vì các hoạt động này cung cấp thêm lợi ích cho sức khỏe.
Các hướng dẫn tháng 7 năm 2011 tại Vương quốc Anh bao gồm các điểm sau: Cường độ chúng ta tập thể dục là chính và các hoạt động nhẹ như đi dạo và làm việc nhà dường như không có tác động tích cực đến sức khỏe của hầu hết mọi người. Để tập thể dục nhịp điệu có lợi, nó phải tăng nhịp tim và làm toát mồ hôi. Mọi người nên tập tối thiểu 150 phút mỗi tuần cho bài tập aerobic cường độ vừa phải, nhưng đó thực sự là mức tối thiểu cho lợi ích sức khỏe. Nếu bạn làm như vậy sau 150 phút, bạn sẽ đạt được nhiều lợi ích sức khỏe hơn nữa. Thời gian ít vận động (thời gian không đứng, chẳng hạn như khi đi vệ sinh hoặc trên giường) có hại cho sức khỏe của mọi người và không có bài tập nào có thể làm mất tác dụng của việc ngồi quá lâu. Những hướng dẫn này hiện phù hợp hơn nhiều so với những hướng dẫn được sử dụng ở Hoa Kỳ, bao gồm các khuyến nghị cho các hoạt động xây dựng cơ bắp và tăng cường xương như nâng tạ và yoga.

## Tập thể dục

### Tập aerobic
Tập thể dục nhịp tim có thể được đo bằng VO2 max, thước đo lượng oxy mà cơ thể có thể hấp thụ và sử dụng. Tập thể dục nhịp điệu, giúp cải thiện thể dục nhịp tim, liên quan đến chuyển động làm tăng nhịp tim để cải thiện mức tiêu thụ oxy của cơ thể. Hình thức tập thể dục này là một phần quan trọng của tất cả các trung đoàn huấn luyện, từ vận động viên chuyên nghiệp đến người thường. Ngoài ra, nó giúp tăng sức chịu đựng. 
Ví dụ là:

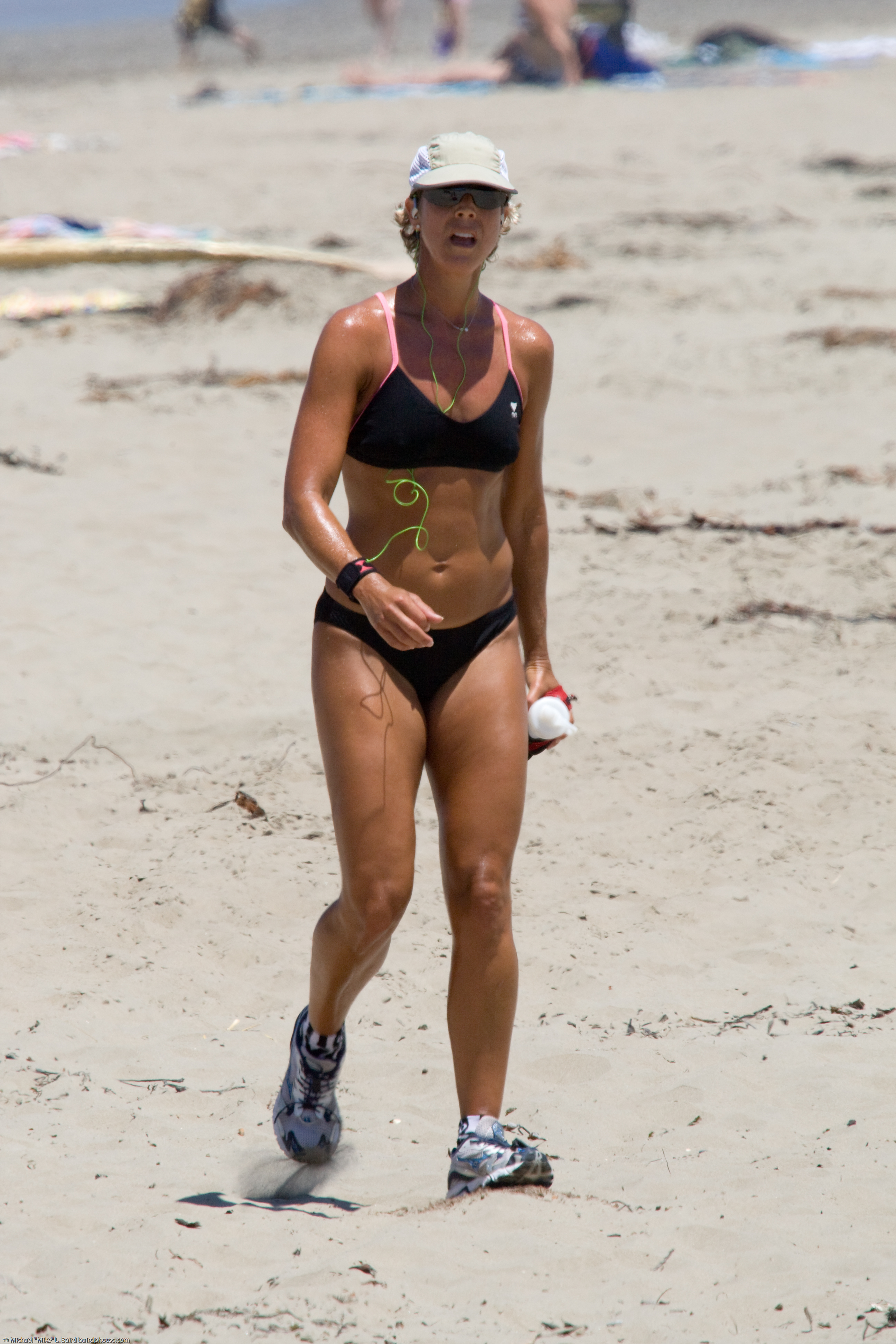
Một phụ nữ chạy bộ tại một bãi biển ở Mỹ để duy trì / cải thiện thể lực

- Chạy bộ - Chạy với tốc độ ổn định và nhẹ nhàng. Hình thức tập thể dục này rất tốt cho việc duy trì cân nặng.
- Huấn luyện elip - Đây là một máy tập thể dục đứng yên được sử dụng để thực hiện đi bộ hoặc chạy mà không gây căng thẳng quá mức cho các khớp. Hình thức tập thể dục này là hoàn hảo cho những người bị đau hông, đầu gối và mắt cá chân.
- Đi bộ - Di chuyển với tốc độ khá đều đặn cho một khoảng cách ngắn, trung bình hoặc dài.
- Tập trên máy chạy bộ - Nhiều máy này có các chương trình thiết lập cung cấp rất nhiều kế hoạch tập luyện khác nhau. Một hoạt động tim mạch hiệu quả sẽ là chuyển đổi giữa chạy và đi bộ. Thường làm nóng đầu tiên bằng cách đi bộ và sau đó chuyển qua lại giữa đi bộ trong ba phút và chạy trong ba phút.
- Bơi lội - Sử dụng tay và chân để giữ cho mình nổi và di chuyển về phía trước hoặc phía sau. Đây là một bài tập toàn thân tốt cho những người đang tìm cách tăng cường cốt lõi của họ trong khi cải thiện sức bền của tim mạch.
- Đi xe đạp - Đi xe đạp thường liên quan đến khoảng cách dài hơn so với đi bộ hoặc chạy bộ. Đây là một bài tập giảm căng thẳng khác trên khớp và rất tốt cho việc cải thiện sức mạnh chân.[19]
- Chạy nước rút - Chạy khoảng cách ngắn càng nhanh càng tốt

## Luyện tập
Thể dục cụ thể hoặc theo định hướng nhiệm vụ là khả năng của một người để thực hiện trong một hoạt động cụ thể với hiệu quả hợp lý: ví dụ: thể thao hoặc nghĩa vụ quân sự. Đào tạo cụ thể chuẩn bị cho các vận động viên để thực hiện tốt trong thể thao của họ.
Ví dụ là:
- Chạy nước rút 100 m: trong một lần chạy nước rút, vận động viên phải được đào tạo để vận động khi thiếu không khí trong suốt cuộc đua, một ví dụ về cách làm điều này sẽ là đào tạo chạy trong các khoảng thời gian.
- Century Ride: người đi xe đạp phải được chuẩn bị cho một chuyến đi xe đạp dài 100 dặm trở lên.
- Chạy cự ly trung bình: các vận động viên đòi hỏi cả tốc độ và sức bền để đạt được lợi ích từ việc đào tạo này. Các cơ bắp làm việc chăm chỉ đang ở đỉnh cao trong một khoảng thời gian dài hơn vì chúng đang được sử dụng ở cấp độ đó trong thời gian dài hơn.[20]
- Marathon: trong trường hợp này, vận động viên phải được đào tạo để làm việc trên không và sức bền của họ phải được xây dựng tối đa.
- Nhiều nhân viên cứu hỏa và cảnh sát trải qua kiểm tra thể lực thường xuyên để xác định xem họ có khả năng thực hiện các nhiệm vụ đòi hỏi thể chất cần thiết của công việc hay không.[21]
- Các thành viên của lực lượng vũ trang thường được yêu cầu phải vượt qua bài kiểm tra thể lực chính thức. Ví dụ, các binh sĩ của Quân đội Hoa Kỳ phải có thể vượt qua Bài kiểm tra thể lực của Quân đội (APFT).[22]
- Chạy nước rút Hill: đòi hỏi một mức độ thể dục để bắt đầu; các bài tập đặc biệt tốt cho cơ bắp chân. Quân đội thường đào tạo để làm leo núi và các cuộc đua.
- Các bài tập đo độ cao và đẳng: Một cách tuyệt vời để xây dựng sức mạnh và tăng sức bền cơ bắp.
- Chạy trên cát tạo ra ít căng thẳng cho cơ bắp chân hơn so với chạy trên cỏ hoặc bê tông. Điều này là do cát sụp xuống dưới chân, làm mềm va chạm. Tập luyện chạy trên cát là một cách hiệu quả để giảm cân và trở nên cân đối, vì cần nhiều nỗ lực hơn (gấp rưỡi) để chạy trên cát mềm hơn trên bề mặt cứng.[23]
- Aquajogging là một hình thức tập thể dục làm giảm căng thẳng cho khớp và xương. Nước cung cấp tác động tối thiểu cho cơ bắp và xương, tốt cho những người hồi phục sau chấn thương. Hơn nữa, sức cản của nước khi một người chạy qua nó mang lại hiệu quả tập thể dục tăng cường (bạn càng ngập sâu thì lực cần thiết để kéo chân bạn qua càng lớn).[24]

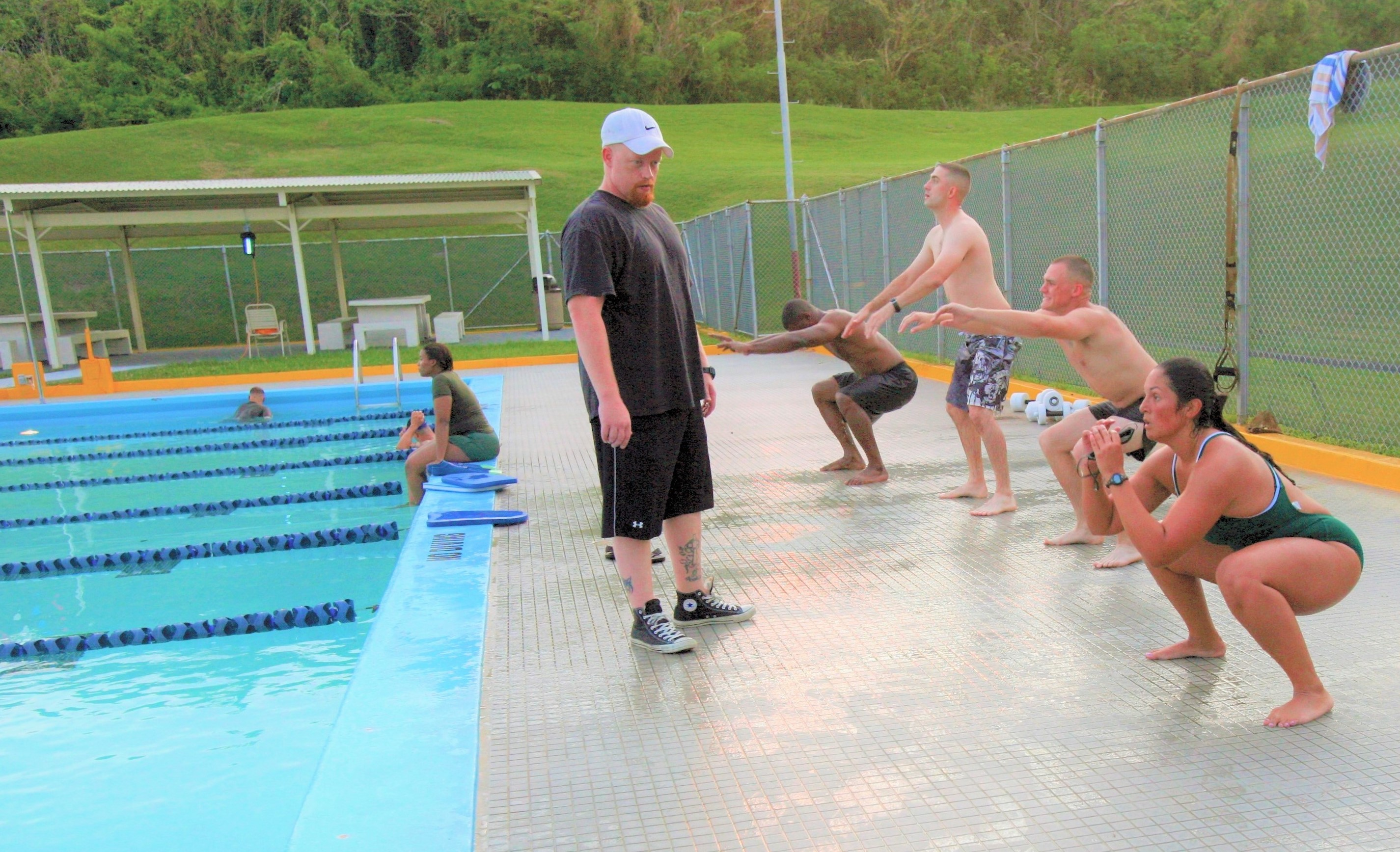
Những người bơi lội thực hiện ngồi xổm trước khi vào bể bơi trong một căn cứ quân sự của Hoa Kỳ, 2011.

- Bơi lội: Tập thể dục ngồi xổm giúp tăng cường sự khởi đầu của người bơi.[25]

Đối với hoạt động thể dục thể chất có lợi cho một cá nhân, nỗ lực kích hoạt một phản ứng gọi là kích thích. Tập thể dục với cường độ, thời lượng và tần suất chính xác có thể tạo ra một sự cải thiện đáng kể. Nhìn chung, người bệnh có thể cảm thấy tốt hơn, nhưng các tác động vật lý lên cơ thể con người phải mất hàng tuần hoặc hàng tháng để nhận thấy và có thể nhiều năm để phát triển toàn diện. Đối với mục đích đào tạo, tập thể dục phải cung cấp một sự căng thẳng hoặc nhu cầu về chức năng hoặc mô. Để tiếp tục cải thiện, nhu cầu này cuối cùng phải tăng ít một trong một khoảng thời gian dài. Loại đào tạo tập thể dục này có ba nguyên tắc cơ bản: quá tải, cụ thể và tiến bộ. Những nguyên tắc này có liên quan đến sức khỏe nhưng cũng tăng cường năng lực làm việc thể chất.

### Bài tập cường độ cao ngắt quãng
Bài tập cường độ cao ngắt quãng (HIIT) bao gồm các đợt tập thể dục lặp đi lặp lại, ngắn, hoàn thành ở mức cường độ cao. Những tập hợp hoạt động mạnh này được theo sau bởi thời gian nghỉ ngơi được xác định trước hoặc hoạt động cường độ thấp. Các nghiên cứu đã chỉ ra rằng tập thể dục ở cường độ cao hơn đã làm tăng lợi ích tim mạch cho con người, so với khi tập thể dục ở mức độ thấp hoặc trung bình. Khi tập luyện của bạn bao gồm một buổi HIIT, cơ thể bạn phải làm việc nhiều hơn để thay thế lượng oxy đã mất. Nghiên cứu về lợi ích của HIIT đã tiết lộ rằng nó có thể rất thành công trong việc giảm mỡ, đặc biệt là quanh vùng bụng. Hơn nữa, khi so sánh với việc tập thể dục vừa phải liên tục, HIIT chứng tỏ đốt cháy nhiều calo hơn và tăng lượng chất béo đốt cháy sau buổi tập HIIT. Thiếu thời gian là một trong những lý do chính được nêu ra cho việc không tập thể dục; HIIT là một sự thay thế tuyệt vời cho những người đó vì thời lượng của một phiên HIIT có thể chỉ là 10 phút, làm cho nó nhanh hơn nhiều so với tập luyện thông thường.

## Các hiệu ứng

### Kiểm soát huyết áp
Khỏe mạnh thể chất đã được chứng minh là có kết quả tích cực đối với huyết áp của cơ thể vì hoạt động tích cực và tập thể dục thường xuyên giúp xây dựng một trái tim khỏe mạnh hơn. Tim là cơ quan chính phụ trách huyết áp tâm thu và huyết áp tâm trương. Tham gia vào một hoạt động thể chất làm tăng huyết áp. Khi đối tượng dừng hoạt động, huyết áp sẽ trở lại bình thường. Càng tham gia nhiều hoạt động thể chất, quá trình này càng trở nên dễ dàng hơn, dẫn đến một cá nhân 'khỏe mạnh' hơn. Thông qua thể dục thể chất thường xuyên, tim không phải làm việc quá sức để tạo ra sự gia tăng huyết áp, làm giảm lực tác động lên động mạch và làm giảm huyết áp tổng thể.

### Ngăn ngừa ung thư
Các trung tâm kiểm soát và phòng ngừa bệnh cung cấp các hướng dẫn về lối sống để duy trì chế độ ăn uống cân bằng và tham gia vào các hoạt động thể chất để giảm nguy cơ mắc bệnh. WCRF / Viện nghiên cứu ung thư Hoa Kỳ (AICR) đã công bố một danh sách các khuyến nghị phản ánh bằng chứng họ đã tìm thấy thông qua sự nhất quán trong các yếu tố thể dục và chế độ ăn uống liên quan trực tiếp đến phòng chống ung thư.